# Guy Michaud
Guy Michaud (* 30. Juni 1911 in Paris; † 17. Dezember 2006 in Sèvres) war ein französischer Romanist, Literaturwissenschaftler und Kulturwissenschaftler.

## Leben und Werk
Michaud habilitierte sich 1946 an der Sorbonne mit den Thèses Message poétique du symbolisme (3 Bde., Paris 1947–1955, 1961, 1969, 1978) und La Doctrine symboliste. Documents (Paris 1955 als Teil der voraufgehenden Publikation). Er gründete das Französische Institut der Universität Istanbul und gab dort ab 1949 die Zeitschrift Dialogues. Cahiers de littérature et de linguistique  heraus. 1951 gründete er (unter dem Rektor Joseph-François Angelloz) das Europainstitut der Universität des Saarlandes und war sein erster Leiter. In der 1965 gegründeten Faculté des lettres et sciences humaines der Universität Paris-Nanterre hob er ein Centre d'étude des civilisations aus der Taufe. Er war in die Maiunruhen an seiner Universität verwickelt und schrieb ein Buch darüber. Später gab er im Verlag Hachette die Reihen Classiques Roma  und Faire le point. Espaces littéraires heraus.

## Weitere Werke
- (mit Ernest Fraenkel) Introduction à une science de la littérature, Istanbul 1950
- (Hrsg.) L'oeuvre de Pascal. Extraits, Paris 1950
- L'oeuvre (littéraire) et ses techniques, Paris 1957, 1963, 1972, 1983
- Mallarmé. L'homme et l'œuvre, Paris 1953, 1958, 1963, 1971, 1979
- (Hrsg.) Les routes de France depuis les origines jusqu'à nos jours [Colloque, Institut d'études françaises de Sarrebruck, 17 et 18 mai 1958], Paris 1959
- Guide France, Paris 1964
- Révolution dans l'université, Paris 1968 (Classiques Hachette)
- (mit Georges Torrès) Nouveau guide France. Manuel de civilisation française, Paris 1974, 1982; (mit Alain Kimmel) 1990, 1994, 1996
- Le visage intérieur 1. Les structures de la personnalité. Pour une anthropologie de l'écrivain, Paris 1974
- (Hrsg.) Négritude, traditions et développement, Brüssel 1978
- (Hrsg.) Identités collectives et relations inter-culturelles, Brüssel 1978
- (Hrsg. mit Jean-Pierre Jardel) Tourisme et développement. Côte d'Azur, Riviera dei fiori, Paris 1979
- (mit Edmond Marc) Vers une science des civilisations ?, Bruxelles 1981
- Le symbolisme tel qu'en lui-même, Paris 1995